# Byggemenskap
Byggemenskap (ty. Baugemeinschaft eller Bauherrengemeinschaft) är en sammanslutning av enskilda individer som tillsammans planerar, låter bygga och senare använder en byggnad. Byggemenskaper kan använda olika upplåtelseformer i den färdigställda fastigheten, till exempel bostadsrätt, kooperativ hyresrätt, äganderätt eller (under vissa förutsättningar) hyresrätt. Byggemenskaper innebär ofta att byggnaden även utnyttjas under gemensamma former, men sammanslutningsformen behöver inte medföra någon form av bogemenskap.  I Tyskland är byggemenskaper ett vanligt sätt att uppföra byggnader. Tübingen har byggemenskaper sedan 1990-talet.  Det förekommer också att sammanslutningen efter avslutat byggprojekt övergår till att förvalta byggnaden genom en samfällighet. 
I Sverige är begreppet relativt nytt och det finns ingen särskild rättsordning som reglerar byggemenskapens status. Bostadsrättslagstiftningen härstammar ur det tidiga 1900-talets bostadsrätter som kan liknas vid byggemenskaper till exempel HSB:s tanke om kooperativ bostadsform. Frågan om statliga insatser riktade mot byggemenskaper har varit föremål för riksdagsmotioner.